# Alan Bridge
Alfred Morton Bridge, in den Abspannen als Alan Bridge oder Al Bridge genannt, (* 26. Februar 1891 in Philadelphia, Pennsylvania; † 27. Dezember 1957 in Los Angeles, Kalifornien) war ein US-amerikanischer Schauspieler.

## Leben
Al Bridge wurde 1891 in Philadelphia, im US-Bundesstaat Pennsylvania geboren. Er und seine Schwester, die Schauspielerin Loie Bridge, wuchsen bei ihrer Mutter und ihrem, Stiefvater, einem Metzger auf. Im Ersten Weltkrieg diente er in der Infanterie.
Bridge schloss sich Verwandten einer Theatertruppe an, tourte als Schauspieler durch die USA und schrieb einige Drehbücher.
1919 hatte Bridge in The She Wolf seinen ersten Auftritt in einem Kinofilm. Ab Anfang der 1930er-Jahre stand er regelmäßig vor der Kamera, bis zu seinem Karriereende im Jahr 1954 spielte der Nebendarsteller in annähernd 290 Film- und Fernsehproduktionen. Er spielte insbesondere in vielen Western, wurde aber in den 1940er-Jahren auch regelmäßig von Komödienregisseur Preston Sturges in dessen Filmen eingesetzt. Von 1950 bis 1951 hatte er seine erste wiederkehrende Rolle in der Fernsehserie The Bigelow Theatre. 1951 bis 1953 war er in der Fernsehserie The Range Rider zu sehen.
Er heiratete Blanche Valarie Soules am 24. Dezember 1935 in der United Christian Church of America in Los Angeles, Kalifornien. Sie starb am 19. April 1945 und wurde in Eaton, Colorado, begraben.
Bridge starb zwei Monate vor seinem 67. Geburtstag in Los Angeles. Seine sterblichen Überreste sind auf dem Valhalla Memorial Park Cemetery in North Hollywood beigesetzt.

## Filmografie
- 1919: The She Wolf
- 1931: God’s Country and the Man
- 1931: Rider of the Plains
- 1931: The Ridin’ Fool
- 1931: Partners of the Trail
- 1931: Galloping Thru
- 1932: South of Santa Fe
- 1932: Police Court
- 1932: Spirit of the West
- 1932: Unholy Love
- 1932: A Man’s Land
- 1932: Beine sind Gold wert (Million Dollar Legs)
- 1932: The Hurricane Express
- 1932: The Thirteenth Guest
- 1932: Broadway to Cheyenne
- 1932: Blonde Venus
- 1932: The Cowboy Counsellor
- 1932: Slightly Married
- 1932: The Forty-Niners
- 1932: Das Teufelspferd (The Devil Horse)
- 1932: The Wyoming Whirlwind
- 1933: When a Man Rides Alone
- 1933: The Cheyenne Kid
- 1933: Drum Taps
- 1933: The Thundering Herd
- 1933: Sucker Money
- 1933: Black Beauty
- 1933: Son of the Border
- 1933: The Lone Avenger
- 1933: Flammenreiter (Sunset Pass)
- 1933: Fighting Texans
- 1933: Fighting with Kit Carson
- 1933: The Trail Drive
- 1933: Murder on the Campus
- 1933: Zwillings-Ehemänner (Twin Husbands)
- 1934: Public Stenographer
- 1934: Good Dame
- 1934: Looking for Trouble
- 1934: The Trumpet Blows
- 1934: Honor of the Range
- 1934: Schiffbruch unter Palmen (We’re Not Dressing)
- 1934: Burn ’Em Up Barnes
- 1934: The Curtain Falls
- 1934: Mystery Mountain
- 1935: North of Arizona
- 1935: Outlaw Rule
- 1935: Transient Lady
- 1935: Circumstantial Evidence
- 1935: Alias Mary Dow
- 1935: Silent Valley
- 1935: The Headline Woman
- 1935: Der elektrische Stuhl (The Murder Man)
- 1935: The Adventures of Rex and Rinty
- 1935: Diamanten-Jim (Diamond Jim)
- 1935: The Gay Deception
- 1935: Confidential
- 1935: Valley of Wanted Men
- 1935: Melody Trail
- 1935: Spione küßt man nicht (Rendezvous)
- 1935: Flammende Grenze (The New Frontier)
- 1935: Skandal in der Oper (A Night at the Opera)
- 1935: Gallant Defender
- 1936: The Adventures of Frank Merriwell
- 1936: The Bridge of Sighs
- 1936: Land der Zukunft (The Lawless Nineties)
- 1936: Fast Bullets
- 1936: The Music Goes ’Round
- 1936: Call of the Prairie
- 1936: Infame Lügen (These Three)
- 1936: And So They Were Married
- 1936: Public Enemy’s Wife
- 1936: Maria von Schottland (Mary of Scotland)
- 1936: Crash Donovan
- 1936: They Met in a Taxi
- 1936: Drei ohne Furcht und Tadel (The Three Mesquiteers)
- 1936: Ace Drummond
- 1936: Wildwest-Banditen (Trail Dust)
- 1936: Dodge City Trail
- 1937: Jungle Jim
- 1937: Westbound Mail
- 1937: Gehetzt (You Only Live Once)
- 1937: Borderland
- 1937: Song of the City
- 1937: Two Gun Law
- 1937: Virginia auf Männerfang (Woman Chases Man)
- 1937: Married Before Breakfast
- 1937: One Man Justice
- 1937: Wild West Days
- 1937: They Won’t Forget
- 1937: Sackgasse (Dead End)
- 1937: Western Gold
- 1937: Die schreckliche Wahrheit (The Awful Truth)
- 1937: Springtime in the Rockies
- 1937: Tim Tyler’s Luck
- 1938: Partners of the Plains
- 1938: Little Miss Roughneck
- 1938: Born to Be Wild
- 1938: Jezebel – Die boshafte Lady (Jezebel)
- 1938: Two Gun Justice
- 1938: Schule des Verbrechens (Crime School)
- 1938: Gunsmoke Trail
- 1938: Reformatory
- 1938: Highway Patrol
- 1938: The Great Adventures of Wild Bill Hickok
- 1938: Flaming Frontiers
- 1938: Marie-Antoinette
- 1938: The Colorado Trail
- 1938: Down in ’Arkansaw’
- 1938: Adventure in Sahara
- 1938: Die Teufelsinsel (Devil’s Island)
- 1939: The Phantom Creeps
- 1939: Frontiers of ’49
- 1939: Risky Business
- 1939: Oklahoma Kid (The Oklahoma Kid)
- 1939: Romance of the Redwoods
- 1939: Buck Rogers
- 1939: Blue Montana Skies
- 1939: The Man from Sundown
- 1939: Thunder Afloat
- 1939: No Place to Go
- 1939: Mr. Smith geht nach Washington (Mr. Smith Goes to Washington)
- 1939: Die wilden Zwanziger (The Roaring Twenties)
- 1939: The Stranger from Texas
- 1939: My Son Is Guilty
- 1940: West of Carson City
- 1940: Mein kleiner Gockel (My Little Chickadee)
- 1940: Pioneers of the Frontier
- 1940: The Courageous Dr. Christian
- 1940: Schwarzes Kommando (Dark Command)
- 1940: Blazing Six Shooters
- 1940: If I Had My Way
- 1940: Passport to Alcatraz
- 1940: Winners of the West
- 1940: Die Bande der Fünf (When the Daltons Rode)
- 1940: Das Ultimatum für Bohrturm L 9 (Flowing Gold)
- 1940: Diamond Frontier
- 1940: Barnyard Follies
- 1940: Weihnachten im Juli (Christmas in July)
- 1940: Land der Gottlosen (Santa Fe Trail)
- 1940: The Green Hornet Strikes Again!
- 1941: Faustrecht in Texas (The Lone Rider Rides On)
- 1941: Das Gesicht hinter der Maske (The Face Behind the Mask)
- 1941: The Kid’s Last Ride
- 1941: Die Falschspielerin (The Lady Eve)
- 1941: Double Date
- 1941: Der Weg nach Sansibar (Road to Zanzibar)
- 1941: The Lady from Cheyenne
- 1941: Lady from Louisiana
- 1941: The Big Boss
- 1941: Country Fair
- 1941: Law of the Range
- 1941: Rawhide Rangers
- 1941: Rags to Riches
- 1941: Wild Geese Calling
- 1941: Die kleinen Füchse (The Little Foxes)
- 1941: Badlands of Dakota
- 1941: Ein toller Bursche (Honky Tonk)
- 1941: Tuxedo Junction
- 1941: Sullivans Reisen (Sullivan’s Travels)
- 1941: Fighting Bill Fargo
- 1941: Honolulu Lu
- 1941: Road Agent
- 1942: Sealed Lips
- 1942: West of Tombstone
- 1942: Pardon My Stripes
- 1942: Der wilde Bill (Wild Bill Hickok Rides)
- 1942: The Man Who Returned to Life
- 1942: The Mad Doctor of Market Street
- 1942: Piraten im karibischen Meer (Reap the Wild Wind)
- 1942: The Affairs of Jimmy Valentine
- 1942: Saboteure (Saboteur)
- 1942: Ich will mein Leben leben (In This Our Life)
- 1942: Meet the Stewarts
- 1942: Jukebox-Fieber (Juke Girl)
- 1942: Lady in a Jam
- 1942: Men of Texas
- 1942: Bad Men of the Hills
- 1942: Zeuge der Anklage (The Talk of the Town)
- 1942: Atemlos nach Florida (The Palm Beach Story)
- 1942: Bells of Capistrano
- 1942: A Man’s World
- 1942: Meine Frau, die Hexe (I Married a Witch)
- 1942: The Traitor Within
- 1943: Tenting Tonight on the Old Camp Ground
- 1943: Idaho
- 1943: The Man from Thunder River
- 1943: Petticoat Larceny
- 1943: Nobody’s Darling
- 1943: Sensation in Morgan’s Creek (The Miracle of Morgan’s Creek)
- 1944: And the Angels Sing
- 1944: Heil dem siegreichen Helden (Hail the Conquering Hero)
- 1944: The Great Moment
- 1944: Cry of the Werewolf
- 1944: The Merry Monahans
- 1944: The Unwritten Code
- 1944: Das Korsarenschiff (The Princess and the Pirate)
- 1944: The Missing Juror
- 1945: The Jade Mask
- 1945: Ein Baum wächst in Brooklyn (A Tree Grows in Brooklyn)
- 1945: A Guy, a Gal and a Pal
- 1945: Thunderhead – der vierbeinige Teufel (Thunderhead, Son of Flicka)
- 1945: Urlaub für die Liebe (The Clock)
- 1945: Gauner und Gangster (Salty O’Rourke)
- 1945: Der Tod wohnt nebenan (The Unseen)
- 1945: Escape in the Desert
- 1945: Both Barrels Blazing
- 1945: Blazing the Western Trail
- 1945: Der Weg nach Utopia (Road to Utopia)
- 1945: Spiel mit dem Schicksal (Saratoga Trunk)
- 1945: She Wouldn’t Say Yes
- 1945: Schnellboote vor Bataan (They Were Expendable)
- 1946: In Ketten um Kap Horn (Two Years Before the Mast)
- 1946: Miss Susie Slagle’s
- 1946: Deadline at Dawn
- 1946: The Falcon’s Alibi
- 1946: Charlie Chan – Schatten über Chinatown (Shadows Over Chinatown)
- 1946: Schüsse auf der Ranch (My Pal Trigger)
- 1946: Cowboy Blues
- 1946: Below the Deadline
- 1946: Cross My Heart
- 1946: Ist das Leben nicht schön? (It’s a Wonderful Life)
- 1946: Alias Mr. Twilight
- 1946: Singin’ in the Corn
- 1947: The Mighty McGurk
- 1947: California
- 1947: Nora Prentiss
- 1947: Verrückter Mittwoch (The Sin of Harold Diddlebock)
- 1947: Michigan Kid
- 1947: Abgekartetes Spiel (Framed)
- 1947: Dick Tracy’s Dilemma
- 1947: Robin Hood of Texas
- 1947: Eine Göttin auf Erden (Down to Earth)
- 1947: Das Lied vom dünnen Mann (Song of the Thin Man)
- 1947: The Fabulous Joe
- 1947: Black Gold
- 1947: Die Unbesiegten (Unconquered)
- 1947: Messenger of Peace
- 1947: Der Weg nach Rio (Road to Rio)
- 1947: Geheimagent T (T-Men)
- 1948: Smart Woman
- 1948: Rache ohne Gnade (Fury at Furnace Creek)
- 1948: Der Herr der Silberminen (Silver River)
- 1948: Die Ungetreue (Unfaithfully Yours)
- 1948: Quick on the Trigger
- 1948: Sein Engel mit den zwei Pistolen (The Paleface)
- 1948: Ich heirate dich doch (That Wonderful Urge)
- 1949: Konterbande (South of St. Louis)
- 1949: The Beautiful Blonde from Bashful Bend
- 1949: Banditen am Scheideweg (The Doolins of Oklahoma)
- 1949: Trail of the Yukon
- 1949: The Devil’s Henchman
- 1949: Entscheidung am Fluß (Roseanna McCoy)
- 1950: The Traveling Saleswoman
- 1950: Die Männerfeindin (A Woman of Distinction)
- 1950: North of the Great Divide
- 1950: The Tougher They Come
- 1950: In der Hölle von Missouri (California Passage)
- 1950: Hunt the Man Down
- 1950–1951: The Bigelow Theatre (Fernsehserie, 2 Folgen)
- 1951: Apachenschlacht am schwarzen Berge (Oh! Susanna)
- 1951: In Old Amarillo
- 1951: Der Fremde im Zug (Strangers on a Train)
- 1951: Utah Wagon Train
- 1951: All That I Have
- 1951–1953: The Range Rider (Fernsehserie, 9 Folgen)
- 1952: The Last Musketeer
- 1952: The Unexpected (Fernsehserie, Folge 1x02)
- 1952: The Adventures of Wild Bill Hickok (Fernsehserie, Folge 3x18)
- 1952: Wir sind gar nicht verheiratet (We’re Not Married!)
- 1952: Barbed Wire
- 1952: Crown Theatre with Gloria Swanson (Fernsehserie, 2 Folgen)
- 1953: My Hero (Fernsehserie, Folge 1x25)
- 1953: Iron Mountain Trail
- 1953–1954: The Gene Autry Show (Fernsehserie, 2 Folgen)
- 1954: Kalifornische Sinfonie (Jubilee Trail)
- 1954: Eisenbahndetektiv Matt Clark (Stories of the Century, Fernsehserie, Folge 1x05)
- 1954: Annie Oakley (Fernsehserie, 2 Folgen)
- 1954: General Electric Theater (Fernsehserie, Folge 2x20)
- 1954: Waterfront (Fernsehserie, Folge 1x04)
- 1954: Die Hölle von Silver Rock (Hell’s Outpost)